# 창자간막 (동물학)

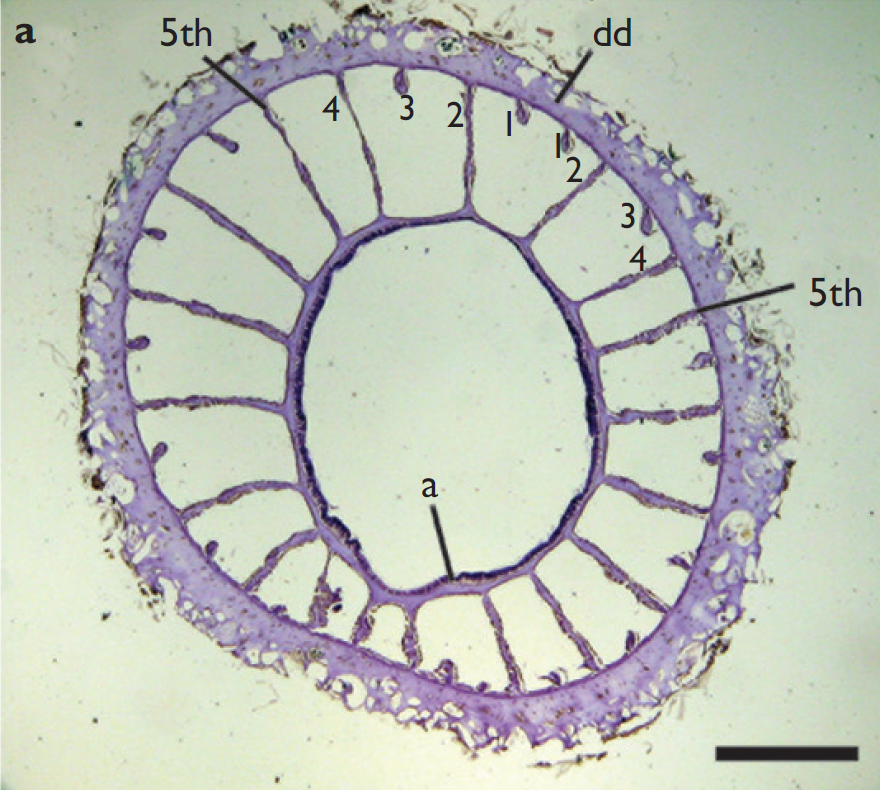
완전한 창자간막과 불완전한 창자간막을 보여주는 Terrazoanthus onoi (Zoantharia: Hydrozoanthidae)의 횡단면

동물학에서 창자간막(mesentery, 장간막)은 동물의 체강 내부에 있는 막이다.

## 같이 보기
- 그물막
- 복막